# Bartolomeu Perestrelo
Bartolomeu Perestrelo (també anomenat Pere Moniz Perestrello) (1400 - 1457), va ser un hidalgo i navegant portuguès del segle xv, que juntament a João Gonçalves Zarco i Tristão Vaz Teixeira, va poblar les illes de Madeira als anys 1419-1420 i va ser primer Capitão donatário, senyor i governador de l'illa de Porto Santo (1395-1457).

## Biografia
Presumiblement era fill de Filippo Pallastrelli (anomenat Filipe Perestrello a Portugal), un cavaller llombard que va arribar a Portugal, segons alguns diuen, per error en el seguici de la reina Elionor d'Aragó i que va ser fet noble per Joan I de Portugal, es va casar amb Caterina Visconti, amb qui va arribar a Portugal. A la vegada era fill de Gabriele Pallastrelli, una noble llombarda de Piacenza, i segona esposa de Madama Bertolina Bracciforti (casat en primeres núpcies amb Benigna Borgognoni, de la qual va tenir a Bartolommeu Pallastrelli), net patern de Gherardo Pallastrelli i la seva dona Franceschina Forno i besnet de Matteo Pallastrelli i la seva esposa Benigna Scotti.

### Germans
- Rafael Perestrello, que es va casar i va tenir descendència, els avantpassat dels Perestrello del municipi de Torres Vedras. També tenia dues germanes:
- Catarina Perestrello, casada amb Aires Anes de Beja, Escrivão dona Puridade (un secretari de Joan I de Portugal
- Branca Dies Perestrello dama de la reina de Portugal Elionor d'Aragó, que va ser amant de Don Pere de Noronha (Castell de Gijón, 1379 - 20 d'agost 1452), quart Arquebisbe de Lisboa (1424-1452), amb qui va tenir cinc fills.

### Matrimonis
Es va casar tres vegades, en primer lloc, amb Margarida Martins, sense descendència, en segon lloc, en 1446, amb Brites Furtado de Mendonça, amb la qual va tenir descendència, i en tercer lloc, amb Isabel Moniz, també amb descendència. Una de les seves filles, Felipa Moniz Perestrello (nascuda el 1455) va esdevenir l'any 1479 la primera dona de Cristòfor Colom, que va viure a Madeira i Porto Santo. Com a part del dot, Colom va rebre de Perestrello totes les cartes dels vents i els corrents de les possessions portugueses a l'Atlàntic, documents que poden haver ajudat al descobriment de Colom del Nou Món.

### Porto Santo
Després de ser fidalgo-escuder de la Casa de Joan de Portugal, va continuar al servei d'Enric el Navegant, qui precisament, el va enviar a la segona expedició de João Gonçalves Zarco i Tristão Vaz Teixeira per a poblar les illes Madeira. Després, en qualitat de Mestre de l'orde de Crist, titular de les illes Madeira, Enric li va donar l'administració de la capitania de Porto Santo, ja que les de Funchal i Machico van ser entregades, respectivament, a Zarco i Vaz Teixeira. La colonització s'havia iniciat el 1428 i la seva capitania va ser de fet la menys reeixida de les tres, a causa de l'escassetat d'aigua, la fam i la pirateria, una plaga constant a l'época.
Una llegenda li atribueix la responsabilitat de la pobra vegetació de Porto Santo. En el seu primer desembarcament a l'illa va portar una conilla embarassada que es va escapar i la seva progènie va envair l'illa en pocs anys. De fet, l'illa era pobre en aigua, i el que semblava ser una empresa bona per a ell es va convertir en la causa de la ruïna financera de la família.

## Primitiva administració de la Capitania de Porto Santo
Perestrelo aviat es va sentir disgustat amb la part que li havia correspost, i després dels primers anys del seu govern va renunciar a la capitania i va tornar al Regne, però poc després fou obligat a tornar a Porto Santo per l'infant Enric.
Mort Perestrelo abans de 1458, la capitania passa a mans de la vídua, Isabel Moniz, administradora durant la minoria d'edat del seu fill Bartolomeu. Isabel Moniz tracte de desfer-se de la incòmoda capitania, i el mateix any de 1458 aconsegueix vendre per 300.000 rals, amb més de 30.000 d'interès anual, a Pere Correia da Cunha, que més tard es va casar amb una de les seves fillastres, Isoa Perestrelo. Pere Correia da Cunha, va ser així el segon Capitão do donatário (Capità del donatari) de Porto Santo.
Només el 1473, sent Bartolomeu Perestrelo ja gran, va promoure una acció davant Alfons V de Portugal aconseguint recuperar la capitania, convertint-se així en el tercer capità donatari, i tornant la capitania de Porto Santo al llinatge dels Perestrelo en què s'a-fincaria en unes poques generacions, i amb una administració tant onerosa com arrogant, barrejada amb diversos delictes de sang, aviat es van guanyar l'odi de la població de l'illa.